# Союз ТМ-12
Союз ТМ-12 — радянський пілотований космічний корабель (КК) серії «Союз ТМ», типу 7К-СТМ, індекс ГРАУ 11Ф732. Серійний номер 62. Міжнародні реєстраційні номери: NSSDC ID: 1991-034A; NORAD ID: 21311.
Одинадцятий пілотований політ корабля серії «Союз ТМ» до орбітальної станції Мир. 12й пілотований політ до орбітальної станції Мир, 141й пілотований політ, 138й орбітальний політ, 72й радянський політ.
Корабель замінив Союз ТМ-11 як рятувальний апарат у зв'язку з обмеженою тривалістю експлуатації корабля.

## Екіпаж

### На старті
- Командир — Анатолій Арцебарський (1 політ)
- Бортінженер — Сергій Крикальов (2 політ)
- Космонавт-дослідник — Хелен Патриція Шарман (1 політ)

#### Дублерний
- Командир — Волков Олександр Олександрович
- Бортінженер — Калері Олександр Юрійович
- Космонавт-дослідник Мейс Тімоті Крістіан Чарлз

#### Запасний
- Командир — Вікторенко Олександр Степанович
- Бортінженер — Авдєєв Сергій Васильович

### При посадці
- Командир — Анатолій Арцебарський (1 політ)
- / Космонавт-дослідник — Токтар Аубакіров (1 політ)
- Космонавт-дослідник — Франц Фібьок (1 політ)

## Інші польоти
Під час польоту корабля Союз ТМ-12:
- тривав політ радянської орбітальної станції Мир з пристикованим транспортним космічним кораблем Союз ТМ-11;
- закінчився політ транспортного космічного корабля Союз ТМ-11;
- відбулись польоти:

- американських шатлів Колумбія (STS-40), Атлантіс (STS-43) і Діскавері (STS-48);
- радянських вантажних космічних кораблів Прогрес М-8 і Прогрес М-9;

- почався політ радянського транспортного космічного корабля Союз ТМ-13.

## Політ

### Запуск Союзу ТМ-12
18 травня 1991 о 12:50:28 UTC з космодрому Байконур ракетою-носієм Союз-У2 (11А511У2) було запущено космічний корабель Союз ТМ-12 з екіпажем: командир Арцебарський Анатолій Павлович, бортінженер Крикальов Сергій Костянтинович, космонавт-дослідник Гелен Патриція Шарман.

### Стикування Союзу ТМ-12
20 травня 1991 о 14:30:42 UTC космічний корабель Союз ТМ-12 пристикувався до переднього стикувального вузла базового блоку орбітального комплексу Мир+Союз ТМ-11.
Після стикування на станції перебували: командир восьмого основного екіпажу Афанасьєв Віктор Михайлович, бортінженер восьмого основного екіпажу Манаров Муса Хіраманович, командир дев'ятого основного екіпажу Арцебарський Анатолій Павлович, бортінженер дев'ятого основного екіпажу Крикальов Сергій Костянтинович, космонавт-дослідник сьомого екіпажу відвідин Хелен Патриція Шарман.
21 травня під час сеансу зв'язку з британською школою дівчаток Шерман пояснила, що проблеми з панелями сонячних батарей пов'язані зі зміною орієнтації станції. Згодом цього дня шум від вентиляторів, циркуляційних насосів та іншого обладнання гучністю 75 дБ припинився, а освітлення вимкнулось. Причиною став збій в роботі системи орієнтації, що унеможливило використання сонячних батарей для заряджання буферних батарей станції. Британка повідомила, що Афанасьєв і Манаров розповіли про виникання подібних проблем раніше. Після потрапляння станції на освітлений бік Землі заряджання буферних батарей вдалось продовжити.

### Відстикування Союзу ТМ-11
26 травня 1991 о 06:15:39 UTC космічний корабель Союз ТМ-11 з екіпажем командир Афанасьєв Віктор Михайлович, бортінженер Манаров Муса Хіраманович, космонавт-дослідник Хелен Патриція Шарман відстикувався від перехідного відсіку базового блоку орбітального комплексу Союз ТМ-10+Мир.
Після відстикування на станції залишився дев'ятий основний екіпаж: командир Арцебарський Анатолій Павлович, бортінженер Крикальов Сергій Костянтинович.

### Посадка Союзу ТМ-11
26 травня 1991 о 09:11:59 UTC корабель Союз ТМ-11 увімкнув двигуни на гальмування для сходу з орбіти, о відокремився орбітальний відсік, о 10:04:13 UTC спускний апарат приземлився за 68 км на північний схід від міста Джезказган.
Шерман здійснила політ за програмою Джуно — підтримуваною британською владою приватною програмою.
Програма досліджень Шерман була розроблена радянською стороною і була переважно біологічною. Мішок з 250 тис. насіння братків було закріплено в шлюзовій камері модуля Квант-2 — модулі, не захищеному від космічної радіації. Британка під час зв'язку з британськими школами зазначила, що знайти обладнання на станції набагато важче, ніж було під час тренувань на Землі.

### Перестикування Союзу ТМ-12
28 травня 1991 о 10:10:03 UTC космічний корабель Союз ТМ-12 з дев'ятим основним екіпажем станції — командир Арцебарський Анатолій Павлович, бортінженер Крикальов Сергій Костянтинович — відстикувався від переднього стикувального вузла базового блоку орбітального комплексу Мир. О 10:52:11 UTC космічний корабель Союз ТМ-12 пристикувався до заднього стикувального вузла модуля Квант орбітального комплексу Мир. Перестикуванням було звільнено передній стикувальний вузол базового блоку комплексу Мир для прийому вантажного корабля Прогрес М-8, оскільки антена системи Курс заднього стикувального вузла модуля Квант була несправною і до цього стикувального вузла можливо було пристикуватись тільки вручну — вантажні кораблі не мають такої можливості.

### Прогрес М-8 (запуск і стикування)
30 травня 1991 о 08:04:03 UTC з космодрому Байконур ракетою-носієм Союз-У2 (11А511У2) було запущено вантажний космічний корабель Прогрес М-8.
1 червня 1991 о 09:44:37 UTC Прогрес М-8 пристикувався до переднього стикувального вузла базового блоку орбітального комплексу Мир+Союз ТМ-12, оскільки антена системи Курс заднього стикувального вузла модуля Квант була несправною і корабель не міг до нього пристикуватись.
17 червня 1991 космонавти запустили маленький супутник МАК-1 зі шлюзової камери для експериментів базового блоку. Апарат був створений для дослідження іоносфери Землі. Імовірно внаслідок збою в системі живлення супутник не розкрив антени, тому не зміг виконати програму польоту.

### Перший вихід у відкритий космос
24 червня 1991 о 21:11 UTC дев'ятий основний екіпаж станції — командир Арцебарський Анатолій Павлович, бортінженер Крикальов Сергій Костянтинович — почав вихід у відкритий космос. Космонавти зняли несправну антену системи Курс заднього стикувального вузла модуля Квант і встановили нову. Потім екіпаж зібрав прототип термомеханічного з'єднання для збирання структур у космосі. 25 червня о 02:09 UTC екіпаж закінчив перший вихід у відкритий космос тривалістю 4 години 58 хвилин.

### Другий вихід у відкритий космос
28 червня 1991 о 19:02 UTC дев'ятий основний екіпаж станції — командир Арцебарський Анатолій Павлович, бортінженер Крикальов Сергій Костянтинович — почав вихід у відкритий космос. Космонавти встановили пристрій ТРЕК для дослідження космічних променів з надважких ядер. Пристрій було виготовлено Університетом Каліфорнії і доставлено Прогресом М-8. Космонавти використали кран Стріла для переміщення. О 22:26 UTC екіпаж закінчив другий вихід у відкритий космос тривалістю 3 години 24 хвилини.

### Третій вихід у відкритий космос
15 липня 1991 об 11:45 UTC дев'ятий основний екіпаж станції — командир Арцебарський Анатолій Павлович, бортінженер Крикальов Сергій Костянтинович — почав вихід у відкритий космос. Космонавти додали поручні до модуля Квант для кріплення страхових тросів під час роботи, після цього зібрали на модулі Квант платформу для ферми Софора. Ферма Софора у зібраному стані мала бути довжиною 14,5 м. О 17:41 UTC екіпаж закінчив третій вихід у відкритий космос тривалістю 5 годин 56 хвилин.

### Четвертий вихід у відкритий космос
19 липня 1991 об 11:10 UTC дев'ятий основний екіпаж станції — командир Арцебарський Анатолій Павлович, бортінженер Крикальов Сергій Костянтинович — почав вихід у відкритий космос. Космонавти зібрали автоматично розкладувану установку і 3 з 20 сегментів ферми Софора. О 16:38 UTC екіпаж закінчив четвертий вихід у відкритий космос тривалістю 5 годин 28 хвилин.

### П'ятий вихід у відкритий космос
23 липня 1991 о 09:15 UTC дев'ятий основний екіпаж станції — командир Арцебарський Анатолій Павлович, бортінженер Крикальов Сергій Костянтинович — почав вихід у відкритий космос. Космонавти зібрали 11 сегментів ферми Софора. О 14:57 UTC екіпаж закінчив п'ятий вихід у відкритий космос тривалістю 5 годин 42 хвилини.

### Шостий вихід у відкритий космос
27 липня 1991 о 08:44 UTC дев'ятий основний екіпаж станції — командир Арцебарський Анатолій Павлович, бортінженер Крикальов Сергій Костянтинович — почав вихід у відкритий космос. Космонавти зібрали 11 сегментів ферми Софора. По закінченню космонавти прикріпили прапор СРСР у металевій рамці до кінця Софори — це не було заплановано, так вирішили космонавти. (Імовірно космонавти хотіли підтримати єдність країни, що на той час прямувала до розпаду) О 15:33 UTC екіпаж закінчив шостий вихід у відкритий космос тривалістю 6 годин 49 хвилин.

### Прогрес М-8 (відстикування і знищення)
15 серпня 1991 о 22:16:59 UTC вантажний космічний корабель Прогрес М-8 відстикувався від переднього стикувального вузла базового блоку орбітального комплексу Мир+Союз ТМ-12.
16 серпня 1991 о 06:05 UTC корабель увімкнув двигуни на гальмування для сходу з орбіти і о 06:56:32 UTC згорів у щільних шарах атмосфери.

### Прогрес М-9
20 серпня 1991 о 22:54:10 UTC з космодрому Байконур ракетою-носієм Союз-У2 (11А511У2) було запущено вантажний космічний корабель Прогрес М-9.
23 серпня 1991 о 00:54:17 UTC Прогрес М-9 пристикувався до переднього стикувального вузла базового блоку орбітального комплексу Мир+Союз ТМ-12. Корабель доставив спускну капсулу для повернення на Землю 150 кг результатів експериментів.
30 вересня 1991 о 01:53 UTC вантажний космічний корабель Прогрес М-9 відстикувався від переднього стикувального вузла базового блоку орбітального комплексу Мир+Союз ТМ-12. О 07:32:14 UTC корабель увімкнув двигуни на гальмування для сходу з орбіти, на висоті 110—130 км відокремилась балістична капсула масою 350 кг, корабель згорів у щільних шарах атмосфери. Капсула знизилась до висоти 15 кілометрів, розкрився парашут, радіомаяк почав передавати сигнал при зниженні до 4,5 км, капсула приземлилась о 08:16:24 UTC у Казахстані.

### Запуск Союзу ТМ-13
2 жовтня 1991 о 05:59:38 UTC з космодрому Байконур ракетою-носієм Союз-У2 (11А511У2) було запущено космічний корабель Союз ТМ-13 з екіпажем: командир Волков Олександр Олександрович (СРСР), космонавт-дослідник Токтар Аубакіров (), космонавт-дослідник Франц Фібьок (Австрія).

### Стикування Союзу ТМ-13
4 жовтня 1991 о 07:38:42 UTC космічний корабель Союз ТМ-13 пристикувався до заднього стикувального вузла модуля Квант орбітального комплексу Мир.
Після стикування на станції перебували: командир дев'ятого основного екіпажу Арцебарський Анатолій Павлович, бортінженер дев'ятого основного екіпажу Крикальов Сергій Костянтинович, командир десятого основного екіпажу Волков Олександр Олександрович (СРСР), космонавт-дослідник екіпажу восьмих відвідин Токтар Аубакіров (СРСР/Казахстан), космонавт-дослідник екіпажу восьмих відвідин Франц Фібьок (Австрія).
Космонавти-дослідники фотографували власні країни з орбіти, здійснювали експерименти зі створення матеріалів і медичні дослідження.

### Відстикування Союзу ТМ-12
10 жовтня 1991 о 00:55:08 UTC космічний корабель Союз ТМ-12 з екіпажем — командир Арцебарський Анатолій Павлович, космонавт-дослідник Токтар Аубакіров (СРСР/Казахстан), космонавт-дослідник Франц Фібьок (Австрія) — відстикувався від заднього стикувального вузла модуля Квант орбітального комплексу Союз ТМ-13+Мир.
Після відстикування на станції залишився десятий основний екіпаж: командир Волков Олександр Олександрович, бортінженер Крикальов Сергій Костянтинович (залишився зі складу дев'ятого основного екіпажу, оскільки на Союзі ТМ-13 не було бортінженера).

### Посадка Союзу ТМ-12
10 жовтня 1991 о 03:45 UTC корабель Союз ТМ-12 увімкнув двигуни на гальмування для сходу з орбіти, о відокремився орбітальний відсік, о 04:12:18 UTC спускний апарат приземлився за 69 км на північний захід від міста Аркалик.
За політ австрійця було заплачено 7 мільйонів $, казахський космонавт здійснив політ частково для забезпечення використання космодрому Байконур після проголошення незалежності Казахстаном.